# ペローザ・カナヴェーゼ
ペローザ・カナヴェーゼ（伊: Perosa Canavese）は、イタリア共和国ピエモンテ州トリノ県にある、人口約500人の基礎自治体（コムーネ）。

## 地理

### 位置・広がり

#### 隣接コムーネ
隣接するコムーネは以下の通り。
- パヴォーネ・カナヴェーゼ
- ロマーノ・カナヴェーゼ
- サン・マルティーノ・カナヴェーゼ
- スカルマーニョ